# Margaret Betts
Margaret Betts, de soltera Margaret Booth, (Ipswich, 27 de diciembre de 1923-Minehead, 26 de agosto de 2023) fue una criptoanalista británica que formó parte del grupo de "Wrens" en Bletchley Park durante la Segunda Guerra Mundial.

## Trayectoria
Hija de Dorothy y Daniel Booth, ella y sus dos hermanos Patrick y John obtuvieron becas para cursar estudios en el Ipswich High School. Cuando estalló la guerra, su padre se incorporó al Ministerio del Aire y sus hermanos se alistaron en el Ejército.La muerte de uno de sus hermanos, al ser hundido el buque en que viajaba por un U-Boat alemán, fue determinante para que Betts decidiera ayudar «de la forma que fuera» en el conflicto.

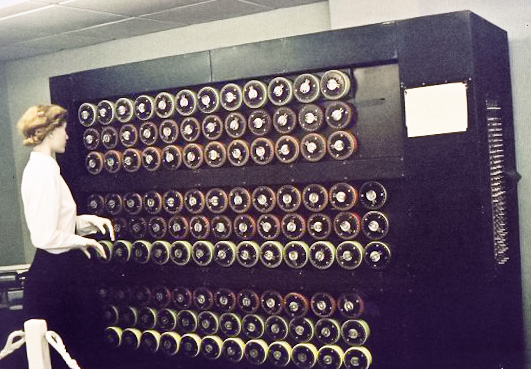
'Bombe' para descifrar las señales cifradas por la máquina alemana Enigma

En 1942, habiendo demostrado una gran destreza en matemáticas durante su etapa en el instituto, Betts fue reclutada para unirse a las Wrens para realizar un 'servicio especial para la guerra', aunque no le dijeron de qué se trataba, solo que era alto secreto. Después de superar un proceso de selección, comenzó a trabajar en Bletchley Park en el verano de 1943 y continuó su trabajo allí hasta la capitulación de Japón en 1945. Durante ese tiempo, formó parte de un grupo de mujeres que manejaban las decodificadoras Colossus y las Bombes, las máquinas desarrolladas por Alan Turing para descifrar los códigos generados por la máquina Enigma alemana.
Betts contrajo matrimonio en 1947 con el sargento Antony Sneezum, un prisionero de guerra de los japoneses que hizo trabajos forzados en la construcción del ferrocarril de Birmania. Antony descendía de una familia con una larga tradición en la joyería, ya que habían fundado la joyería Sneezum en Ipswich en el siglo XIX. Sin embargo, algunos años después, ambos decidieron adoptar el apellido Betts, que era el apellido de soltera de la madre de Antony.
Al estar sujeta a la Ley de Secretos Oficiales que firmó cuando la reclutaron, Betts mantuvo en secreto durante más de 40 años el trabajo que realizó en Bletchley Park, hasta que finalmente se lo desveló a sus hijos en la década de 1980, cuando comenzaron a publicarse libros y documentales sobre el tema.